# ザビフラ・ムジャヒド
ザビフラ・ムジャヒド　ムジャヒディーンまたはザビーフッラー・ムジャーヒド（ẔabīḥullāhMujāhid ;ZabihullahまたはDhabih Allah  パシュトー語: ذبیح الله مجاهد、生年不明）は、アフガニスタンの実権を握るターリバーンのスポークスパーソンである。 
2007年1月、それまでターリバーンのスポークスマンを務めていたムハンマド・ハニフの逮捕に伴う後任として任命された。
定期的にジャーナリストと連絡を取り、タリバンを代表して携帯電話、テキストメッセージ、電子メール、Twitter、およびWebサイトへの投稿を通じてのみ声明を発表していたが、2021年8月17日に初めて公の場に姿を現し、同月19日にはTwitter上でアフガニスタン・イスラム首長国の国名を発表した。